# آون، شهرستان کونترا کوستا، کالیفرنیا
آون (به انگلیسی: Avon) یک منطقهٔ مسکونی در ایالات متحده آمریکا است که در شهرستان کنترا کوستا، کالیفرنیا واقع شده‌است. آون ۳ متر بالاتر از سطح دریا قرار دارد.